# Monterrey Open 2024
Monterrey Open 2024 (cunoscut și ca Abierto GNP Seguros din motive de sponsorizare) a fost un turneu de tenis feminin care s-a jucat pe terenuri dure în aer liber. A fost cea de-a 16-a ediție și a făcut parte din categoria WTA 250 a Circuitul WTA 2024. A avut loc la Club Sonoma din Monterrey, Mexic, în perioada 19–24 august 2024.

## Campioni

### Simplu
Pentru mai multe informații consultați Monterrey Open 2024 – Simplu

### Dublu
Pentru mai multe informații consultați Monterrey Open 2024 – Dublu

## Puncte și premii în bani

### Distribuția punctelor
| Probă  | Câștigător | Finalist | Semifinalist | Sfertfinalist | Runda 2 | Runda 1 | Q   | Q2  | Q1  |
| Simplu | 500        | 325      | 195          | 108           | 32      | 1       | 25  | 13  | 1   |
| Dublu  | 500        | 325      | 195          | 108           | 1       | N/A     | N/A | N/A | N/A |

### Premii în bani
| Probă  | Câștigător | Finalist | Semifinalist | Sfertfinalist | Runda 2  | Runda 1 | Q2      | Q1      |
| Simplu | 142.000 $  | 57.655 $ | 51.204 $     | 26.955 $      | 13.710 $ | 9.830 $ | 8.060 $ | 4.835 $ |
| Dublu* | 47.390 $   | 28.720 $ | 16.430 $     | 8.510 $       | 5.140 $  | N/A     | N/A     | N/A     |

*per echipă